# Lewis Dauber
Lewis Dauber (New York, 1949. április 27. – Pacific Palisades, Kalifornia, 2019. október 3.) amerikai színész.

## Filmjei
Mozi- és tv-filmek
- Swimsuit (1989)
- Hull a pelyhes (Jingle All the Way) (1996)
- My Bonneville (2001)
- Minden végzet nehéz (Something's Gotta Give) (2003)
- A sziget (The Island) (2005)
- Tuti lúzerek (The Comebacks) (2007)

Tv-sorozatok
- After MASH (1984, egy epizódban)
- The Fall Guy (1983–1984, négy epizódban)
- Knots Landing (1984–1985, két epizódban)
- Crazy Like a Fox (1985, egy epizódban)
- Misfits of Science (1985, egy epizódban)
- A szupercsapat (The A-Team) (1985, egy epizódban)
- Alkonyzóna (The Twilight Zone) (1986, egy epizódban)
- Riptide (1986, egy epizódban)
- The Facts of Life (1986, egy epizódban)
- Newhart (1987, egy epizódban)
- Valerie (1988, egy epizódban)
- Max Headroom (1988, egy epizódban)
- Matlock (1990, egy epizódban)
- Gyilkos sorok (Murder, She Wrote) (1990, egy epizódban)
- Ki a főnök? (Who's the Boss?) (1991, egy epizódban)
- Dangerous Women (1991)
- Mathnet (1991, egy epizódban)
- Sisters (1991, 1993, két epizódban)
- Jake meg a dagi (Jake and the Fatman) (1992, egy epizódban)
- Seinfeld (1992, egy epizódban)
- Quantum Leap – Az időutazó (Quantum Leap) (1992, egy epizódban)
- Days of our Lives (1993, egy epizódban)
- Danger Theatre (1993, egy epizódban)
- Weird Science (1996, egy epizódban)
- Egy rém rendes család (Married with Children) (1996, egy epizódban)
- Dangerous Minds (1996, egy epizódban)
- Beverly Hills 90210 (1997, egy epizódban)
- Melrose Place (1997, egy epizódban)
- Meego (1997, egy epizódban)
- USA High (1997–1998, három epizódban)
- Halálbiztos diagnózis (Diagnosis Murder) (1998, egy epizódban)
- A hercegnő és a tengerész (The Princess & the Marine) (2001, egy epizódban)
- JAG – Becsületbeli ügyek (JAG) (2001, egy epizódban)
- 200224 (2002, egy epizódban)
- Amynek ítélve (Judging Amy) (2004, egy epizódban)
- New York rendőrei (NYPD Blue) (2004, egy epizódban)
- Zack és Cody élete (The Suite Life of Zack & Cody) (2005, egy epizódban)
- Clubhouse (2005, egy epizódban)
- Irak (Over There) (2005, egy epizódban)
- The Bernie Mac Show (2005, egy epizódban)
- Back to You (2008, egy epizódban)
- Dokik (Scrubs) (2009, egy epizódban)
- Egy kapcsolat szabályai (Rules of Engagement) (2011, egy epizódban)
- A munka hősei (Workaholics) (2012, egy epizódban)
- Új csaj (New Girl) (2013, egy epizódban)
- A liga (The League) (2014, egy epizódban)
- Halálos fegyver (Lethal Weapon) (2017, egy epizódban)